# 阿羅漢 (映画)
『阿羅漢』（あらはん、原題：南北少林 / Martial Arts of Shaolin）は、1986年制作の香港映画。
カンフー・アクション映画『少林寺』シリーズ三部作の最終作で、リー・リンチェイを始めとする中国武術家が総出演している。ラウ・カーリョン監督。1987年の第6回香港電影金像奨 最佳動作設計ノミネート。

## あらすじ
時は清王朝時代、中国武術の総本山である少林寺は、その力を恐れた王朝の影の実力者・赫索の武道弾圧政策によって、北少林寺（嵩山少林寺）と南少林寺（莆田少林寺）に引き裂かれていた。
北少林寺の中でひと際優れた拳士の智北はある日、師匠・慧能大師から、赫索を倒すために南少林寺と手を組む使命を帯びて、南へと旅立つ。一方、南少林寺からも北少林寺と連絡をとるために、南少林寺最強の拳士・智南と、赫索に両親を殺され、復讐に燃える娘・司馬燕が送り出された。
合流した3人は北京に潜入、紫禁城で盛大に催されていた赫索の誕生を祝う宴会の会場に忍び込み、赫索の暗殺を謀るが、巧妙な防御体制により失敗、辛くも脱出するが、追われる羽目に。
逃亡する中で3人の間には友情と恋が芽ばえるが、司馬燕が赫索に捕らえられてしまう。智北と智南は司馬燕を奪還すべく、赫索の大軍に立ち向かうが、次第に追いつめられていく。
そこへ、南北双方の少林寺の拳士たちが駆け付けてきた。ついに一体となった南北の少林寺の拳士たちは激しい戦いの末、赫索を倒したのだった。

## キャスト
| 役名                          | 俳優                             | 日本語吹替   | 日本語吹替   | 日本語吹替 |
| 役名                          | 俳優                             | 日本テレビ版 | DVD・BD版    |            |
| ----------------------------- | -------------------------------- | ------------ | ------------ | ---------- |
| 智北 / チー・ミン（智明）     | リー・リンチェイ（李連杰）       | 水島裕       | 森久保祥太郎 |            |
| 智南 / チャオ・ウェイ（趙威） | フー・チェン・チァン（胡堅強）   | 池田秀一     | 宮本充       |            |
| スーマ・イェン（司馬燕）      | ファン・チュウ・イェン（黃秋燕） | 土井美加     | 甲斐田裕子   |            |
| フー・スオ総督（赫索）        | ユエ・チェン・ウェイ（于承惠）   | 坂口芳貞     | 大塚芳忠     |            |
| シー・レン師匠（釋忍）        | ユエ・ハイ（于海）               | 小林勝彦     | 佐々木勝彦   |            |
| ウーロウ大師（無漏大師）      | イェン・ディ・ホア（閻滌華）     | 小松方正     | 池田勝       |            |
| 清の提督                      | ソン・チャンカイ（孫建魁）       | 秋元羊介     | 松本保典     |            |
| 赫索の部下                    | リュー・ハイリャン（劉懷良）     |              |              |            |
| 将軍（鷹爪）                  | チー・チュアンホワ（計春華）     | 山野史人     | 相沢正輝     |            |
| 少林寺管長                    | チャン・ジェンウェン（張劍文）   | 吉水慶       | 大塚周夫     |            |
| 囚人僧                        |                                  | 平林尚三     | たてかべ和也 |            |
| ファーレン大師（法仁大師）    |                                  | 島香裕       | 藤本譲       |            |
| 拳房組の師匠                  |                                  | 峰恵研       | 堀内賢雄     |            |
| クーパウ（恵方）              | マク・ワイチュン（麥偉章）       | 吉村よう     | 古谷徹       |            |
| スーマ将軍（司馬卓然）        | 曹增銀                           | 亀井三郎     | 宝亀克寿     |            |
| チー・ミンの弟子              |                                  | 目黒裕一     |              |            |
| チー・ミンの弟子              | 桜井敏治                         |              |              |            |
| 莆田少林寺の僧                | ホン・ヤンヤン（熊欣欣）         |              |              |            |

- 日本テレビ版：1987年10月7日 「秋の特別ロードショー」、DVD・BDに収録。